# Band at Work
Band at Work è il primo EP del gruppo musicale italiano Finley, pubblicato il 20 novembre 2009 dalla EMI.

## Tracce
1. Gruppo Randa – 3:19
2. Le ragazze vogliono qualcosa in più – 3:01
3. Fuori! – 3:35
4. Se cambia il vento – 3:52
5. Svegliami – 3:42
6. La mia notte – 3:49